# Artesi
Artesi (Артезі) — з 1948 року італійський виробник автомобілів. Штаб-квартира розташована в місті Палермо. Компанія займалася розробкою мікроавтомобіля, який так і не вдалося запустити у виробництво, окрім одного дослідного екземпляра. У 1948 році компанія припинила свою діяльність.

## Заснування компанії
Компанія Artesi була заснована в 1948 році Антоніо Артезі і розташована в Палермо. Шарм виробника автомобіля або "чогось незвичного" час від часу когось вражає. Таке явище відбулося відносно недавно у Італії. Одна з таких "лихоманок" в 1948 році вразила і Антоніо Артезі з Палермо.

## Проектування автомобіля
Artesi виготовили невеликий автомобіль, який дуже люб'язно назвали Pulcino ("Курча"). Він був оснащений мотоциклетним одноциліндровим двотактним двигуном, об'ємом 125 см3, з повітряним охолодженням, ланцюговим приводом на ведучі колеса та 4-ступінчастою коробкою передач із передачею заднього ходу. Автомобіль важив всього 150 кг. Він виглядав дуже привабливо і зібрав великий натовп відвідувачів Третьої середземноморської виставки, яка проходила у Палермо. Кузов мав закруглені кути у стилі тодішніх американських автомобілів, що також було відображено на капоті та решітці. Автомобіль мав неповторий вигляд престижного Pontiac.

## Закриття компанії
На задоволення пана Артезі мікроавтомобіль зібрав доброзичливі та похвальні відгуки громадськості, але не покупців, оскільки він залишився дослідним прототипом та так і не вийшов у виробництво.
У тому ж 1948 році компанія була закрита.

## Список автомобілів Artesi
- 1948 - Artesi Pulcino